# Johann Jakob Schilling
Johann Jakob Schilling (* 25. April 1702 in Kleve; † 13. Dezember 1779 in Duisburg) war ein deutscher Philosoph, Physiker, Botaniker und Mathematiker.

## Leben
Sein Vater Christian Schilling stammte aus Torgau und war königlich-preußischer Postmeister in Duisburg. Schilling studierte zunächst Jura in Duisburg und danach Philosophie und Mathematik bei Pieter van Musschenbroek. Er schloss sein Studium an der Alten Universität Duisburg 1726 mit der Disputation De Legibus Naturæ Newtonianis ab. 1727 besuchte er die Universität Leiden, wo er bei Herman Boerhaave Chemie und Botanik hörte und bei Willem Jacob ’s Gravesande Mathematik und Physik. Er wollte seine Studienreise nach England und Frankreich fortsetzen, wurde aber durch das Angebot einer Professur nach Duisburg zurückgerufen. Gleichzeitig wurde er zum Doktor der Philosophie promoviert. Er war von 1728 bis 1779 Professor für Philosophie und Mathematik an dieser Universität. Seine Antrittsrede war Philosophiae experimentalis genuina indole. 1752 war er Rector Magnificus.
Er war auswärtiges Mitglied der Preußischen Akademie der Wissenschaften.
Er veröffentlichte unter anderem in den Miscellanea Berolinensia ad incrementum scientiarum, den Miscellanea Duisburgensia, den Duisburgischen Wöchentlichen Nachrichten und den Miscellaneis Groeninganis.
Seine Aufsätze betrafen die unterschiedlichsten Themen, von Experimenten zur Elektrizität (unter anderem ein Aufsatz, ob man mit Glockengeläut Gewitter vertreiben kann), Wettererscheinungen und Nordlichter, Entdeckungen mit dem Mikroskop (Über die Thierchen im Weinessig 1750), die Arten Feuer zu löschen, Erdbeben bis zur Theologie. Er war Anhänger der Philosophie von Christian Wolff.

## Schriften
- Institutiones philosophiae rationalis in usus academicos, novo methodo digestas. Böttiger, Duisburg 1731. (Digitalisat) (Aufgrund dieser Arbeit wurde er in die Preußische Akademie der Wissenschaften aufgenommen)
- Phytologiae seu physices plantarum specimen. Band 1 bis 3, Duisburg 1752, Digitalisat
- Cato maior apud Ciceronem. Piscator, Hamburg 1741. (Digitalisat)

In Zedlers Universallexikon (1732 bis 1754) wurde erwähnt, dass er ein Werk De origine et progressu historiae naturalis et phisicae experimentalis veröffentlichen wollte.